# Motore pneumatico

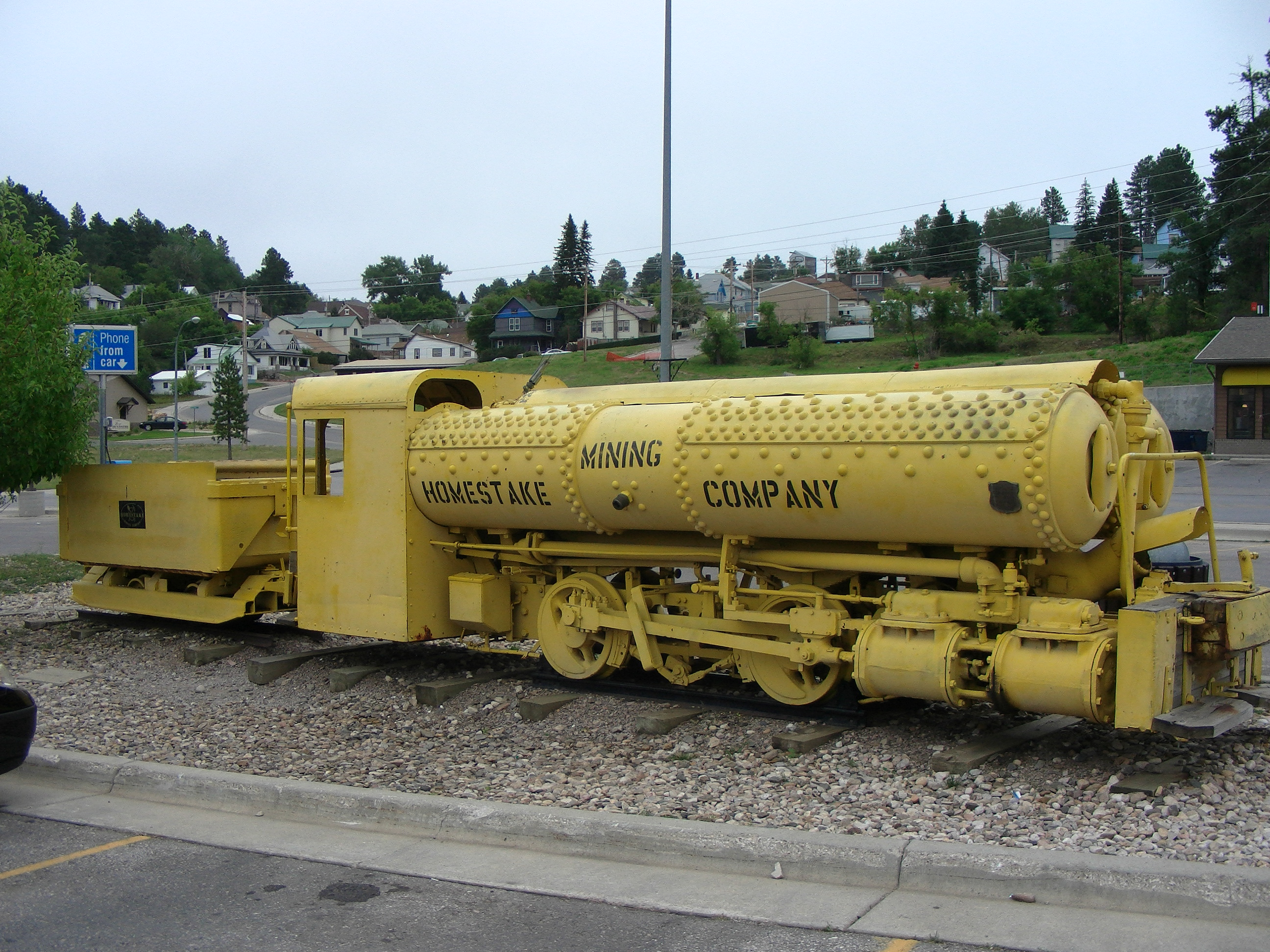
Locomotiva ad aria compressa

Il motore pneumatico, detto anche motore ad aria compressa, è un particolare tipo di motore per creare movimento meccanico sfruttando l'espansione dell'aria fortemente compressa. I motori ad aria compressa possono essere a movimento:
- lineare pistoni e cilindri
- rotativo come la turbina a gas
- a lamelle (rotore con pale simili alla ruota di un mulino)

I motori pneumatici esistono da diversi secoli in diverse forme e di dimensioni variabili, da turbine portatili ai motori di potenza fino a diverse centinaia di cavalli vapore e trovano diffusione in attrezzature portatili, anche se vi sono continui tentativi per espandere il loro uso nella logisitica e trasporti ma con scarso successo per le inefficienze. Molti motori ad aria compressa migliorano le loro prestazioni riscaldando l'aria in entrata, oppure il motore stesso. 
L'aria compressa esce da serbatoi a pressione elevata, circa 300 bar e l'espansione dell'aria viene utilizzata per muovere un pistone o una turbina a gas collegati ad un albero motore.
Non avendo alcun tipo di combustione, il motore ad aria compressa è privo di qualsiasi emissione inquinante e deve essere rifornito nella bombola. L'aria compressa è utilizzata come vettore di energia; l'eventuale inquinamento, in caso di produzione con tecniche tradizionali, è nella fase di produzione che serve a generare il vettore di energia che serve per azionare il compressore a bordo quando deve riempire la bombola.
In passato (ed in una certa misura anche oggi) i motori ad aria compressa erano molto utilizzati nelle attrezzature minerarie. Sono esistite pale meccaniche, nastri trasportatori ed argani mossi dall'aria compressa.
Uno dei più grandi vantaggi dei motori ad aria compressa è legato al fatto che offrono la stessa coppia indipendentemente dal numero di giri e che possono "stallare" per un tempo indefinito senza problemi, per contro, un motore elettrico al quale venisse bloccata la rotazione, brucerebbe in poco tempo.

## Teoria
Il motore ad aria compressa sfrutta l'energia potenziale contenuta in bombole di aria compressa che secondo la legge dei gas perfetti è massima per una trasformazione isoterma ed è pari a:
{\displaystyle Energia=P_{1}V_{1}*\ln \left({\frac {P_{1}}{P_{2}}}\right)}
dove {\displaystyle P_{1}} è la pressione iniziale delle bombole e {\displaystyle V_{1}} è il volume della trasformazione, pari alla cubatura del motore, mentre {\displaystyle P_{2}} è la pressione atmosferica. Per pressioni non troppo elevate e temperature non troppo basse l'aria compressa si comporta come un gas ideale con ottima approssimazione e quindi l'energia che contiene è data dalla formula soprastante.
Per estrarre dall'aria compressa l'energia potenziale occorre eseguire un'espansione isotermica mediante i pistoni del motore, ma l'aria durante l'espansione si raffredda e quindi occorre prelevare dall'ambiente calore per fare rimanere costante la temperatura. In pratica per avere potenza dal motore occorre fornire calore velocemente all'aria durante l'espansione isotermica (espansione del gas all'interno del pistone), ma ciò non è possibile con la velocità desiderata per cui l'aria si raffredda e non segue più una espansione isotermica.
Per riuscire ad estrarre più energia dall'aria compressa si esegue una serie di trasformazioni, adiabatica e isocora in modo da approssimare la trasformazione a temperatura costante che permette di ricavare la massima energia dal gas.
In pratica si esegue una espansione veloce e parziale fino alla pressione P3 (P1<P3<P2) in un primo pistoncino (trasformazione adiabatica), quindi l'aria che si è raffreddata (T3<Tamb) viene riscaldata (T4=Tamb) mediante uno scambiatore (trasformazione isocora). A questo primo stadio seguono altri stadi identici: espansione dell'aria veloce in un secondo pistoncino fino alla pressione P5 (P1<P5<P3<P2), riscaldamento dell'aria mediante radiatore fino alla temperatura ambiente, ecc, fino ad arrivare all'ultimo pistoncino che espande l'aria fino alla pressione atmosferica.
Nel diagramma pressione-volume dei gas perfetti (diagramma di Clapeyron) il primo stadio descritto qui sopra comporta che ci si sposta dal punto (P2, V2) al punto (P4, V4) non lungo l'iperbole PV=cost della trasformazione isoterma ma lungo una prima curva adiabatica fino al punto (P3, V3) e poi mediante una seconda curva isocora si arriva al punto (P4, V4). Questo comporta una perdita energetica di ogni stadio rispetto all'energia che si può estrarre dall'aria mediante una trasformazione isoterma, perdita che è tanto minore quanto maggiore è la vicinanza dei punti (P2, V2) e (P4, V4) nel diagramma.
Si deduce che tanto maggiore è il numero di stadi e ravvicinati e quindi di pistoncini e tanto maggiore sarà l'energia estratta dall'aria compressa. D'altra parte ogni pistone ha attriti che diminuiscono l'energia estraibile dall'aria, quindi il numero degli stadi va valutato in modo da rendere più alta possibile l'efficienza del motore.
Indichiamo l'energia P1V1 * Ln (P1/P2) con Emax, è l'energia di una trasformazione perfettamente isoterma. Indichiamo con E l'energia meccanica che il motore ad aria compressa trasforma a partire da bombole di volume V2 e pressione P2. Allora l'efficienza del motore è data da:
{\displaystyle Eff=E/Emax}
Guy Nègre dichiarava per esempio una efficienza del suo motore pari al 70% ma non ci sono conferme indipendenti. Come riferimento si consideri una esclusivamente trasformazione adiabatica e quindi l'espandere l'aria velocemente in un unico pistone fino alla pressione atmosferica ha efficienze di circa 10% senza contare gli attriti.
In generale l'energia della trasformazione è pari all'area (integrale) sottostante la curva della trasformazione nel diagramma di Clapeyron.
Nel caso di una trasformazione adiabatica l'energia ovvero il lavoro è infatti per questa trasformazione:
{\displaystyle Eadiab=(P1V1-P2V2)/(g-1)}
{\displaystyle g=Cp/Cv}
{\displaystyle PV^{g}=cost}
dove Cp aria è circa 1,00 e Cv aria è circa 0,72. L'efficienza è pari a:
{\displaystyle Eff=Eadiab/Emax}

## Origini storiche nei trasporti
Il motore ad aria compressa è stato utilizzato per i trasporti dalla metà del XIX secolo. il primo veicolo ad aria compressa, dei francesi Andraud e Tessie di Motay condussero una vettura con un motore pneumatico su una pista di prova a Chaillot, in Francia, il 9 luglio 1840. Anche se il car test è stato riportato come riuscito e di successo, la coppia non ha mai pensato ad un'ulteriore espansione del progetto. La prima applicazione di successo il motore detto "sistema Mekarski" nelle locomotive con L'innovazione che bilanciava il raffreddamento che accompagna l'espansione dell'aria scaldando l'aria in una piccola caldaia prima dell'uso.
Il Tramway de Nantes, situato a Nantes, in Francia, è ricordato per essere stato il primo ad usare i motori Mekarski per alimentare i tram. Il tram è entrato in funzione il 13 dicembre 1879 ma sono stati sostituiti nel 1917 dai tram elettrici, ancora oggi attivi. L'americano Charles Hodges ha avuto successo nella trazione ad aria compressa, Nel 1911 ha disegnato una locomotiva pneumatica e vendette il brevetto alla Società HK Porter di Pittsburgh per l'uso in miniere di carbone. Poiché i motori pneumatici non utilizzano la combustione, erano un'opzione molto più sicura nel settore dell'estrazione del carbone. Molte aziende affermano di essere in fase di sviluppo di auto con aria compressa, ma successivamente nessuna vettura è disponibile per l'acquisto né per essere valutata secondo test indipendenti.

## Tecnologia

### Guy Nègre
Un esempio di motore alternativo ad aria compressa per applicazioni automobilistiche è stato messo a punto dall'ingegnere francese Guy Nègre e presentato al Motorshow di Bologna nel 2001. Il progetto, pur avendo superato alcune sperimentazioni, non ha avuto alcun seguito per difficoltà tecniche.
Guy Nègre ha ricevuto proposte di contratti ed è in trattativa con Venezuela, Brasile e altri Stati. Secondo il costruttore le prime auto avrebbero dovuto essere in commercio nel primo semestre 2006, tuttavia il distributore italiano, Eolo Auto, ha dal 2005 chiuso la fabbrica, che non è mai entrata in funzione, e il sito internet.
L'utilità dell'aria compressa nei veicoli è limitata con le attuali pressioni usate (200/300 bar). Si hanno densità di energia accumulate molto basse, paragonabili a quelle delle batterie al piombo nei veicoli elettrici.
In fase di espansione l'aria restituisce un lavoro inferiore a quello speso per la sua compressione. Inoltre il calore che deve essere somministrato al gas per permettere una ottimale espansione ne riduce ancora l'efficienza. Il fatto che la produzione del vettore abbia costi energetici maggiori rispetto a quelli riottenibili è ovviamente una caratteristica comune a tutti i processi naturali e quindi tutti i motori. Il vantaggio del classico motore a scoppio infatti non risiede nella sua efficienza, che anzi è molto bassa, ma nel minore inquinamento.
La testata di un motore ad aria compressa è concepita per essere inserita in un telaio più leggero delle normali automobili, quindi è minore l'energia che bisogna sviluppare per alimentare il moto; inoltre il motore ha pochi organi in movimento per cui si riducono le perdite per attrito che generano dissipazione di calore.
Un problema dei motori ad aria compressa è la formazione di ghiaccio nel motore stesso. L'espansione di un gas sottrae calore all'ambiente (i frigoriferi domestici utilizzano l'espansione di un gas per raffreddare la cella frigorifera), l'aria nei motori si raffredda fino a -40 °C e quindi anche una minima presenza di condensa nell'aria produrrebbe del ghiaccio nel motore.
Si può fare a meno di fare espandere l'aria fino alla pressione atmosferica e poi riscaldarla da -40 °C, infatti si fa espandere l'aria solo fino ad una certa pressione (P1 inferiore alla pressione delle bombole), in questo modo il raffreddamento è molto minore e non provoca ghiaccio e poi si riscalda l'aria fino alla temperatura ambiente con un radiatore. Successivamente si usa un secondo stadio identico che dalla pressione P1 porta l'aria alla pressione P2, aria poi portata alla temperatura atmosferica. Con un certo numero di stadi si arriva alla pressione atmosferica senza formazione di ghiaccio.
Anche utilizzando aria secca non si è in grado di eliminare totalmente la presenza di condensa, riscaldare l'aria fino a farle superare gli 0 °C è possibile sottraendo energia dall'ambiente esterno mediante radiatori di opportune dimensioni e bassa resistenza termica. Nègre affermò di aver risolto il problema probabilmente mediante un motore che segue una trasformazione politropica.
Nègre nel 2007 ha stretto un accordo con la società indiana Tata Group, il primo gruppo automobilistico indiano. Il progetto sviluppato con la Tata prevede la realizzazione di un'economica citycar. L'auto dichiara una velocità massima di 50 km/h e un'autonomia massima di 200 km. L'auto secondo il progetto sarà dotata anche di un motore a scoppio per fornire velocità fino a 100 km/h. Per permettere all'automobile prestazioni decorose il progetto prevede l'utilizzo di una struttura quasi totalmente in fibra di vetro, un materiale economico e leggero, ma anche molto fragile. Questa scelta pone seri dubbi sul fatto che l'automobile possa superare i test di sicurezza europei data la fragilità della scocca. La Tata Group prevede la messa in vendita dei primi esemplari nel 2008.

### Angelo Di Pietro
Un altro tipo di motore ad aria compressa è stato creato dall'italiano diplomato congegnatore meccanico trasferito in Australia Angelo di Pietro. Di Pietro dopo aver lavorato due anni presso la Mercedes per lo sviluppo del rotativo Motore Wankel si è trasferito in Australia e grazie alle sue esperienze ha riprogettato e realizzato il motore rotativo ad aria compressa che ha applicato a tutta una serie di muletti di sollevamento. Il suo motore a differenza di quello di Negre, che funziona a pistoni, risulta essere molto più piccolo in dimensioni, efficiente e semplice.

## Tipologia
Si possono avere motori pneumatici:

Schema di una microturbina

1. a turbina (simile ad una turbina a gas) genera direttamente un moto circolare.
Appartengono a questo tipo le micro turbine ad aria utilizzate dai dentisti o dagli orefici. Sono di dimensioni estremamente ridotte e raggiungono velocità elevatissime (100.000 giri al minuto).
2. volumetrico sfrutta l'espansione dell'aeriforme compresso che espandendosi all'interno di un cilindro aziona uno stantuffo generando un moto rettilineo.
Similmente ad un pistone idraulico questo meccanismo permette ad esempio l'azionamento di valvole o altri meccanismi a moto rettilineo ed è molto sfruttato nelle catene di montaggio per lo spostamento o il posizionamento di oggetti. Un'altra usuale applicazione è il martello pneumatico usato nelle miniere e nei lavori stradali.
Adottando un opportuno sistema di valvole che gestiscono il carico e scarico del fluido all'interno del cilindro ed un sistema di biella e manovella (Meccanismo biella-manovella) applicato allo stantuffo è possibile convertire il moto rettilineo alternato in moto circolare come viene fatto nella macchina a vapore, che a tutti gli effetti è un motore pneumatico.
3. a lamelle è molto usato per realizzare utensili portatili come trapano, smerigliatrice, avvitatore ottenendo così utensili potenti e non dipendenti dall'energia elettrica e quindi molto sicuri se utilizzati in ambienti umidi (possono funzionare anche immersi nell'acqua) o in ambienti ad alto rischio per la presenza di prodotti infiammabili o esplosivi. Questo tipo di motore pneumatico può sviluppare potenze fino a 5 kW contenendo peso e dimensioni; una delle applicazioni più frequenti di questo tipo di motore è l'avvitatore pneumatico ad impatto utilizzato dai gommisti per svitare agevolmente i dadi che fissano le ruote dei veicoli (automobili, camion, ecc.).

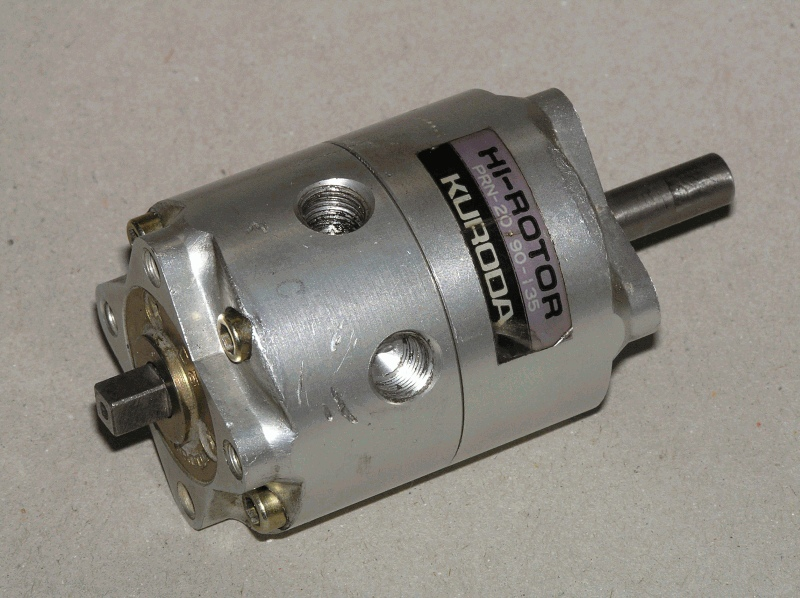
Motore pneumatico
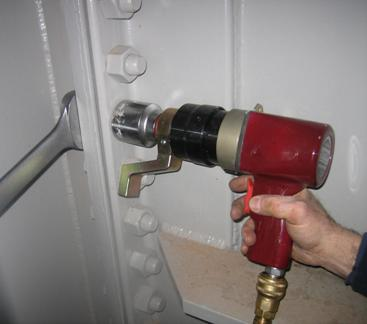
Avvitatore pneumatico ad impatto
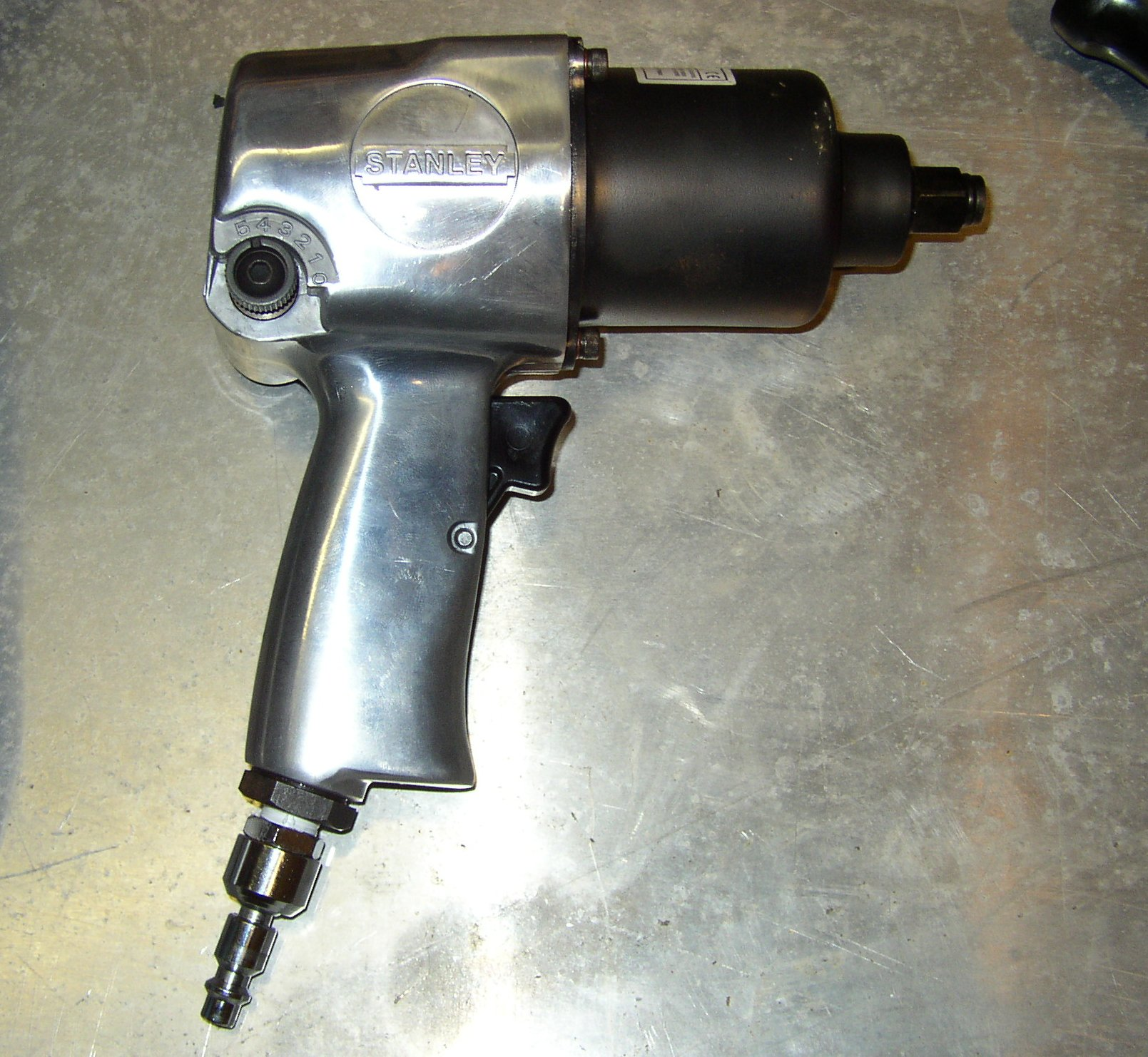
Avvitatore pneumatico

## Confronto con altre tecnologie
(Giuseppe Bussotti, presidente e amministratore dimissionario di Eolo Auto Italia)
Con la bombola in acciaio, come quelle usate per il gas naturale si hanno densità energetiche inferiori ai 50 Wh/kg (Watt per ora al chilogrammo); questo significa che per fare il "pieno" ad una utilitaria servono molti quintali di bombole riempite di aria compressa, con un peso eccessivo.
D'altra parte, se i valori messi in campo dall'aria compressa sono inferiori ai 30 Wh/kg, allora esistono diverse tecnologie di accumulo dell'energia elettrica che fa uso di coppie ossidoriduzione, che permettono una ricarica liquida di una batteria in pochi secondi.
Per ovviare a questo problema è possibile usare bombole in fibra di carbonio di quelle usate per i veicoli spaziali, attualmente in uso per i corpi dei vigili del fuoco e quindi reperibili attualmente a costi accettabili ottenendo quindi bombole di peso minore e pressioni leggermente più elevate. In pratica l'auto ad aria compressa potrebbe, al più, competere, in termini di autonomia (densità di energia) e rapidità di rifornimento, con l'auto elettrica dotata di batterie al piombo e non con le auto a combustione né con l'elettrica con batterie più evolute.
Vantaggi rispetto all'auto elettrica:
- Ricarica dell'aria veloce
- Assenza di batterie da smaltire
- Così come avviene per la ricarica delle batterie nelle auto elettriche, l'aria compressa può essere prodotta da fonte energetica rinnovabile, rendendo questa tecnologia sostenibile per l'ambiente.
- L'espansione e quindi la generazione di frigorie può essere impiegata per refrigerare gli abitacoli dei veicoli o degli ambienti

Svantaggi rispetto all'auto elettrica:
- Efficienza complessiva dell'auto ad aria compressa notevolmente inferiore all'efficienza complessiva della corrispettiva auto elettrica.
- Tecnologia limitata come densità energetica immagazzinabile.
- Difficile eventuale stoccaggio rispetto alla distribuzione dell'energia elettrica già capillare sul territorio: con la costruzione di grandi silos a tenuta di pressione posti accanto alle turbine eoliche è possibile immagazzinare grandi quantità di aria compressa e questa con condutture specifiche può essere distribuita e/o travasata nei serbatoi più piccoli e trasportata con camion nelle stazioni di distribuzione.
- Formazione di ghiaccio sulle condotte a causa dell'espansione dell'aria con conseguente ostruzione delle stesse.

L'auto risulta non essere mai entrata in produzione, nonostante presunti interessamenti in tal senso